# Mysidia athena
Mysidia athena är en insektsart som beskrevs av Broomfield 1985. Mysidia athena ingår i släktet Mysidia och familjen Derbidae. Inga underarter finns listade i Catalogue of Life.